# Jang Se-Hong
Jang Se-Hong, född den 23 oktober 1953, är en nordkoreansk brottare som tog OS-silver i lätt flugviktsbrottning i fristilsklassen 1980 i Moskva. 